# نادي كلية جامعة دبلن
نادي كلية جامعة دبلن لكرة القدم (بالإنجليزية: University College Dublin Association Football Club)‏ هو نادي كرة قدم أيرلندي، تأسس سنة 1895 بمدينة دبلن عاصمة إيرلندا. يلعب في دوري الدرجة الأولى (دروي الدرجة الثانية الإيرلندي، ثم يأتي الدوري الأهم والذي هو الدوري الممتاز)

## تاريخ النادي
- 1895 : تأسيس الفريق
- 1984 : أول مشاركة في كأس أوروبية

## الألقاب
- بطل الدوري الإيرلندي سنة 1995
- بطل كأس إبرلندا سنة 1984
- بطل كأس السوبر الإيرلندي سنة 2000

## وصلات خارجية
- الموقع الرسمي